# Typ 97 81-mm-Infanterie-Mörser
Der Typ 97 81-mm-Infanterie-Mörser (jap. 九七式曲射歩兵砲, Kyūnana-shiki kyokusha hoheihō) war ein Mörser, der vom Kaiserlich Japanischen Heer im Zweiten Japanisch-Chinesischen Krieg und im Pazifikkrieg von 1937 bis 1945 eingesetzt wurde. Die Bezeichnung Typ 97 deutet dabei auf das Jahr der Truppeneinführung, das Jahr Kōki 2597 bzw. 1937 nach gregorianischem Kalender, hin.

## Geschichte

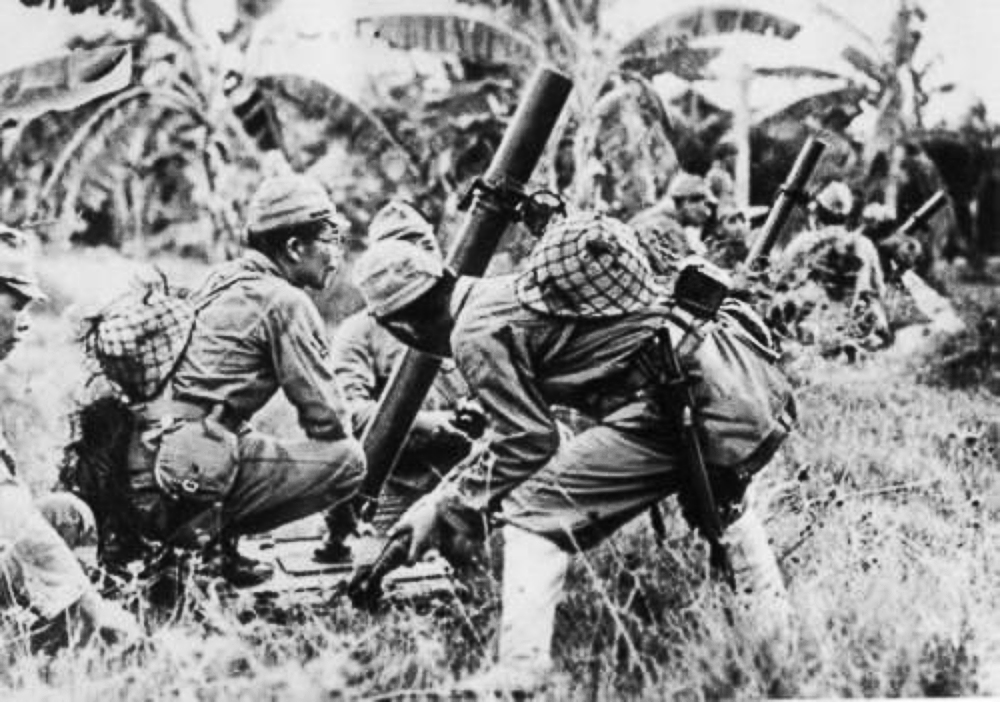
Soldaten der Spezial-Landungskräfte der Marine machen ihre Typ 97 81-mm-Mörser feuerbereit

Der Typ 97 81-mm-Infanterie-Mörser war ein Glattrohr-Mörser, der im Steilfeuer Granaten mit einem Gewicht von 3,33 kg bis zu 2900 Meter weit verschießen konnte. Er ähnelte sehr stark dem amerikanischen M1-Mörser und konnte sogar amerikanische M43 81-mm Leichtgranaten verschießen. Der Typ 97 verfügte über ein Kollimator-Visier, das schwerer und komplexer war als bei seinem amerikanischen Pendant, dem M1. Die Granaten konnten mit Aufschlags- oder Verzögerungszünder verschossen werden.
Der Typ 97 81-mm-Infanterie-Mörser war der meist genutzte Mörser beim Heer und wurde bis zum Ende des Krieges 1945 genutzt.

## Munition
Der Typ 97 konnte japanische Typ 100 hochexplosive Granaten mit dem Typ 100 Aufschlagzünder verschießen. Die Granate wog ca. 3,33 kg. Da es bei der Herstellung der Munition zu Gewichtsabweichungen kam beeinflusste dies die Reichweite der Granaten, da leichtere Geschosse weiter flogen und schwerere kürzer einschlugen. Deswegen wurde auf den Granaten eine der fünf folgenden Markierungen angebracht: „++“, „+“, „+/−“, „−“, „−−“, wobei „+/−“ für Normalgewicht stand. „++“ bedeutete, dass die Granate 1,5 % bis 2,5 % „Übergewicht“ hatte und „+“ bedeutete eine Gewichtszunahme um 0,5 % bis 1,5 %. Umgekehrt galt das Gleiche, nur negativ (leichter), für Granaten, die mit „−“ bzw. „−−“ markiert waren. Anhand der Markierungen war der Geschützbedienung bewusst, ob sie den Rohrwinkel anpassen musste oder nicht, um mit unterschiedlich markierten Granaten das gleiche Ziel zu treffen.

## Technische Daten
- Kaliber: 81,4 mm
- Kaliberlänge: L/15,6
- Geschützlänge: 1,269 m
- Höhenrichtbereich: +45° bis +85°
- Geschützgewicht: 67 kg
- Geschossgewicht: 3,33 kg
- Mündungsgeschwindigkeit V0 = 196 m/s
- Maximale Reichweite: 2900 m

## Varianten
In der Kaiserlich Japanischen Marine wurde der Typ 97 Mörser unter der Bezeichnung Typ 3 Mörser verwendet.